# Ейжа Наомі Кінг
Ейжа Наомі Кінг (англ. Aja Naomi King; нар. 11 січня 1985, Лос-Анджелес, Каліфорнія, США) — американська акторка, найбільш відома ролями в фільмі «Народження нації» та серіалі «Як уникнути покарання за вбивство».

## Біографія
Ейжа Наомі Кінг народилася в Лос-Анджелесі, США, але росла в Волнаті. За порадою батька, Ейжа планувала стати лікарем. Проте вона обрала майбутнє акторки. Кінг спочатку здобула освіту в Каліфорнійському університеті в Санта-Барбарі, в 2010 отримала диплом магістра витончених мистецтв Єльського університету.

## Кар'єра
Перші ролі в короткометражних фільмах привели Ейжу в телесеріали. Після гостьових появ в телепроєктах «Блакитна кров», «Підозрюваний» вона була затверджена на роль інтерна — одного з головних персонажів у серіалі «Лікар Емілі Овенс». Після участі в пілоті «Імперія цибулевих новин» акторка знялася в незалежному фільмі «Чотири».
2013 року отримала роль в серіалі «Чорний ящик», а згодом приєдналось до основного акторського складу телепроєкту «Як уникнути покарання за вбивство». 
2015 року затверджена на роль в американському історично-драматичному фільмі «Народження нації».

## Особисте життя
Одружена з Деном Кінгом. 
У березні 2021 року оголосила про свою вагітність після двох викиднів. 27 травня 2021 року у пари народився син Кіан Тру Кінг.

## Фільмографія
| Рік       |    | Українська назва                  | Оригінальна назва           | Роль               |
| --------- | -- | --------------------------------- | --------------------------- | ------------------ |
| 2008      | кф | Глорія Мунді                      | Gloria Mundi                | танцівниця         |
| 2010      | кф |                                   | A Basketball Jones          | Сара Волкер        |
| 2010      | с  | Блакитна кров                     | Blue Bloods                 | Деніс              |
| 2010      | кф | Ів                                | Eve                         | зірка              |
| 2011      | ф  | Дівчина в небезпеці               | Damsels in Distress         | Поллі              |
| 2012      | с  | Підозрюваний                      | Person of Interest          | Ліза               |
| 2012      | ф  | Чотири                            | Four                        | Абігейл            |
| 2012      | кф |                                   | Love Synchs                 | Селін              |
| 2012—2013 | с  | Лікар Емілі Овенс                 | Emily Owens M.D.            | Кассандра Копелсон |
| 2013      | тф | Імперія цибулевих новин           | Onion News Empire           | Джилліан           |
| 2013      | ф  | 36 святих                         | 36 Saints                   | Джоан              |
| 2013      | с  | Чорний список                     | The Blacklist               | Еліза Рубен        |
| 2014      | с  | Нероба                            | Deadbeat                    | Ен Коул            |
| 2014      | ф  | Виправлений варіант               | The Rewrite                 | Роза               |
| 2014      | с  | Чорний ящик                       | Black Box                   | Алі Генслі         |
| 2014—2020 | с  | Як уникнути покарання за вбивство | How to Get Away with Murder | Мікаелла Пратт     |
| 2015      | мс | Кінь БоДжек                       | BoJack Horseman             | подружка           |
| 2015      | ф  | Повернення                        | Reversion                   | Софі               |
| 2016      | ф  | Народження нації                  | The Birth of a Nation       | Черрі              |
| 2017      | ф  | 1+1: Нова історія                 | The Upside                  | Латріс             |
| 2023      | с  | Уроки хімії                       | англ. Lessons in Chemistry  | Гаррієт Слоун      |